# Poa orizabensis
Poa orizabensis es una especie de gramínea  perteneciente a la familia Poaceae.

## Descripción
Planta perenne cespitosa. Tiene tallos de 30-75 cm de altura, erectos. Hojas escabriúsculas; lígula 1.2-1.9 mm; láminas 5-17 cm x 2-4 mm, dobladas, las láminas basales blandas, erectas a algo patentes. Panícula 10-15 x 5-8 cm, piramidal, abierta; ramas 1-2 en el nudo más inferior, patentes a reflexas, desnudas en el 1/2 inferior. Espiguillas 4-4.6 mm, adpresas; gluma inferior 2-2.7 mm, 3-nervia; gluma superior 2.3-3 mm, 3-nervia; flósculos 2-3 mm; lemas 2.7-3.4 mm, escabriúsculas a casi glabras en y entre las nervaduras, el callo lanoso; páleas escabriúsculas en las quillas.

## Distribución y hábitat
Se encuentra en los bosques de Juniperus-Pinus a una altitud de  3300-3900 metros en México, (Puebla, Veracruz) y Guatemala.

## Taxonomía
Poa orizabensis fue descrita por Albert Spear Hitchcock y publicado en Contributions from the United States National Herbarium 17(3): 374. 1913.
Etimología
Poa: nombre genérico derivado del griego poa = (hierba, sobre todo como forraje).
orizabensis: epíteto geográfico que alude a su localización en el Pico de Orizaba.
Sinonimia
- Poa glycerioides Rupr. ex Galeotti
- Poa schiedeana Trin. ex Steud.[3][4]